# Ллойд Уокер, Джонатан
Джонатан Ллойд Уокер (англ. Jonathan Lloyd Walker; род. 13 сентября 1967, Хенли-он-Темс, Англия, Великобритания) — канадский актёр, продюсер и сценарист, известный по роли англичанина-радиста Колина в фильме «Нечто» (2011). Также сыграл роль Ранкола в сериале «Флэш Гордон» (2007).

## Биография
Джонатан Ллойд Уокер родился 13 сентября 1967 года в городе Хенли-он-Темс, графство Оксфордшир, Англия. Учился в начальной школе в деревне Шиплейк (англ. Shiplake). Ещё в раннем детстве начал сниматься в рекламе. Участвовал в школьных постановках, некоторые из которых проходили под руководством матери Кристиана Бейла.
Вскоре родители Джонатана развелись и его мать вышла замуж за канадца. В начале 80-х они переехали в Монреаль. Джонатан стал выступать в Детском Театре Монреаля.
После школы учился в Университете Западного Онтарио, где изучал политологию. Затем он поступил в Вооружённые силы Канады и проходил службу в качестве офицера пехоты в Королевском Полку. После армии работал диктором новостей на канале CBC News Network в Торонто.
Дебютировал в 1993 году в телевизионном фильме «История Эми Фишер». Впоследствии он принимал участие во многих телевизионных проектах, наиболее значительным из которых был сериал «Флэш Гордон», где Уокер сыграл одну из центральных отрицательных ролей.
В 2011 году в фильме ужасов «Нечто» он сыграл Колина, англичанина-радиста, который работает на норвежской полярной станции в Антарктике.
После более чем двадцатилетней актёрской карьеры Ллойд Уокер стал продюсером и сценаристом на телевидении. Первый опыт написания сценариев у Уокера был ещё в 1996 году, когда он написал сюжет для двух эпизодов сериала «За гранью возможного».
Ллойд Уокер продюсировал и писал сценарии для сериалов «Континуум» и «Ван Хельсинг».

## Фильмография

### Актёр
| Год       |   | Русское название              | Оригинальное название | Роль                         |
| --------- | - | ----------------------------- | --------------------- | ---------------------------- |
| 1993      | ф | История Эми Фишер             | The Amy Fisher Story  | репортёр, в титрах не указан |
| 1995      | ф | Киберджек: Виртуальный убийца | Cyberjack             | Дитер                        |
| 1996      | ф | Автостоянка                   | Carpool               | боец S.W.A.T.                |
| 1997      | с | Вайпер                        | Viper                 | Джон Мортон                  |
| 1998      | ф | Падение                       | The Falling           | бармен                       |
| 2001      | ф | И пришёл паук                 | Along Came a Spider   | репортёр                     |
| 2004      | ф | Святой Ральф                  | Saint Ralph           | мистер Коллинз               |
| 2005      | ф | Земля мёртвых                 | Land of the Dead      | Клифф Вудс                   |
| 2007      | ф | Стрелок                       | Shooter               | Луис Добблер                 |
| 2007—2008 | с | Флэш Гордон                   | Flash Gordon          | Ранкол                       |
| 2008      | ф | Предатель                     | Traitor               | Хейз                         |
| 2010      | ф | РЭД                           | RED                   | агент Бербакер               |
| 2011      | ф | Нечто                         | The Thing             | Колин                        |
| 2015      | ф | Вендетта                      | Vendetta              | Лестер                       |

### Продюсер
| Год       |   | Русское название | Оригинальное название | Роль                                    |
| --------- | - | ---------------- | --------------------- | --------------------------------------- |
| 2014—2015 | с | Континуум        | Continuum             | сопродюсер (19 эпизодов)                |
| 2016      | с | Частные сыщики   | Private Eyes          | продюсер-консультант (10 эпизодов)      |
| 2016—2019 | с | Ван Хельсинг     | Van Helsing           | исполнительный продюсер (52 эпизода)    |
| 2019      | с | Убийцы Ву        | Wu Assassins          | соисполнительный продюсер (10 эпизодов) |
| 2025      | с | Дом Давида       | House of David        | продюсер                                |

### Сценарист
| Год       |   | Русское название | Оригинальное название | Роль                         |
| --------- | - | ---------------- | --------------------- | ---------------------------- |
| 2012—2015 | с | Континуум        | Continuum             | автор сценария (26 эпизодов) |
| 2016—2019 | с | Ван Хельсинг     | Van Helsing           | автор сценария (12 эпизодов) |